# 리치 밸런스
리처드 스티븐 발렌수엘라(영어: Richard Steven Valenzuela, 1941년 5월 13일 ~ 1959년 2월 3일)는 리치 밸런스(영어: Ritchie Valens)라는 예명으로 활동한 미국의 가수, 작곡가, 기타리스트이고, 1950년대 커다란 붐을 일으킨 로큰롤의 스타 가운데 한 명이었으며, 2001년 로큰롤 명예의 전당에 헌액되었다.

## 생애
맥시코계 아메리카인 양친을 배경으로 로스앤젤레스의 샌퍼낸도밸리 근교의 파코이마에서 태어났다.
유소년기 멕시코 음악과 R&B를 들으며 자랐으며, 기타를 배웠다. 16세가 되던 해 밴드를 시작, 1958년에 스카우트되어 〈Come On, Let's Go〉로 데뷔. 이어서 세컨드 싱글 〈Dona〉를 발표. B면은 멕시코 민요를 로큰롤조로 리메이크한 〈La Bamba〉였다.
1959년 2월 3일 아이오와주 클리어레이크에서 투어 후 탑승한 비행기가 악천후에 의해 동주의 세로고도군 그랜트카운티의 옥수수밭에 추락, 동승하고 있던 버디 홀리, 빅 보퍼, 파일럿 3인과 함께 사망했다. 향년 17세. 한번에 세 명의 로큰로러가 죽어버리는 바람에 팬에 충격을 준 이 날은 후에 돈 맥클린의 〈American Pie〉 내의 프레이즈에 연유하여 '음악이 죽은 날'로 호칭되게 되었다.
밸런스의 사후 〈Dona〉는 전미 2위, 〈La Bamba〉는 전미 22위를 기록하였다. 후자는 스페인어로 노래하는 곡으로서는 아메리카에서 최초로 히트한 것이다.

## 같이 보기
- 라 밤바
- 치카노 록